# Општина Окна Шугатаг (Марамуреш)
Окна Шугатаг (рум. Ocna Şugatag) општина је у Румунији у округу Марамуреш.
Oпштина се налази на надморској висини од 446 m.